# Sally Conway
Pour les articles homonymes, voir Conway.

Sally Conway est une judokate britannique née le 1er février 1987 à Bristol évoluant dans la catégorie des -70 kg (moyens). Elle remporte une médaille de bronze aux Jeux olympiques de 2016 à Rio de Janeiro. Elle remporte également la médaille d'or aux Jeux du Commonwealth de 2014.

## Biographie
Sally Conway dispute les championnats d'Europe 2002 des moins de 17 ans à Gyor où elle termine à la cinquième place. En 2006, elle termine à la deuxième place à Saint-Domingue lors des championnats du monde des moins de 20 ans. L'année suivante, à Salzbourg, elle termine troisième des championnats d'Europe des moins de moins de 23 ans.
Lors des mondiaux 2009 de Rotterdam, elle termine cinquième, battue par la Japonaise Mina Watanabe lors du combat pour la médaille de bronze. En 2010, lors de l'édition 2010 des championnats du monde, elle est éliminée au deuxième tour par Mina Watanabe. Lors des mondiaux de Paris, elle s'incline lors de son premier combat face à la Slovène Raša Sraka.
Elle termine septième des championnats d'Europe de Chelyabinsk, battue en quarts de finale par Katarzyna Kłys puis par Linda Bolder lors des repêchages. Pour sa première participation aux Jeux olympiques, lors de l'édition 2012 de Londres, elle s'incline lors du deuxième tour du tournoi, battue par la Hollandaise Edith Bosch sur waza-ari.
En avril 2014, elle termine à la septième place des championnats d'Europe de Montpellier, battue en quarts de finale par la Française Fanny Posvite, puis lors des repêchages par la Croate Barbara Matić. En mai, elle termine à la deuxième place du Grand Chelem de Bakou derrière la Hollandaise Kim Polling, sa troisième médaille d'argent dans des tournois internationaux lors de cette année, après les Grand Prix de Düsseldorf et de Samsun. En juillet, lors des Jeux du Commonwealth 2014 de Glasgow, elle évolue sous les couleurs de l'Écosse. Elle est battue par l'Anglaise Megan Fletcher en demi-finale avant de remporter la médaille de bronze face à l'Indienne Sunibala Huidrom. Lors des mondiaux de Tcheliabinsk, elle est éliminée au premier tour par l'Italienne Jennifer Pitzanti.
Lors de l'année 2015, après une troisième place à Samsun et une deuxième place au Grand Prix Zagreb, elle remporte le Grand Chelem de Bakou en s'imposant face à Kim Polling. Elle est battue lors des quarts de finale des Jeux européens de Bakou par l'Allemande Szaundra Diedrich. Elle est battue par la Japonaise Chizuru Arai lors de son premier combat des mondiaux d'Astana.
Aux championnats d'Europe de Kazan, elle est battue en quarts de finale par la championne du monde française Gévrise Émane, puis lors de la rencontre pour la troisième place par une autre française, Fanny-Estelle Posvite. Lors du tournoi des Jeux olympiques de Rio de Janeiro, elle remporte ses trois premiers combats par ippon, dont le deuxième tour face à Gévrise Émane. Opposée à la Colombienne Yuri Alvear, elle s'incline sur waza-ari lors du golden score. Elle bat ensuite l'Autrichienne Bernadette Graf pour remporter la médaille de bronze. 
Elle fait son retour à la compétition en juin 2017, terminant deuxième du tournoi de Bucarest puis du Grand Prix de Cancun. Tout comme sa compatriote Gemma Howell qui évolue dans la même catégorie, elle est éliminée lors du troisième tour des mondiaux de Budapest.

## Palmarès

### Compétitions internationales
| Année | Compétition           | Lieu           | Résultat | Catégorie      |
| ----- | --------------------- | -------------- | -------- | -------------- |
| 2014  | Jeux du Commonwealth  | Glasgow        | 3e       | moins de 70 kg |
| 2016  | Jeux olympiques       | Rio de Janeiro | 3e       | moins de 70 kg |
| 2018  | Championnats d'Europe | Tel Aviv       | 2e       | moins de 70 kg |
| 2019  | Championnats du monde | Tokyo          | 3e       | moins de 70 kg |

### Tournois Grand Chelem et Grand Prix
| Année | Compétition           | Lieu       | Résultat | Catégorie      |
| ----- | --------------------- | ---------- | -------- | -------------- |
| 2013  | Grand Prix Samsun     | Samsun     | 1re      | moins de 70 kg |
| 2013  | Grand Prix de Bakou   | Bakou      | 3e       | moins de 70 kg |
| 2013  | Grand Prix Abu Dhabi  | Abu Dhabi  | 3e       | moins de 70 kg |
| 2013  | Grand Prix Jeju       | Jeju       | 3e       | moins de 70 kg |
| 2014  | Grand Prix Düsseldorf | Düsseldorf | 2e       | moins de 70 kg |
| 2014  | Grand Prix Samsun     | Samsun     | 2e       | moins de 70 kg |
| 2014  | Grand Slam de Bakou   | Bakou      | 2e       | moins de 70 kg |
| 2015  | Grand Prix Samsun     | Samsun     | 3e       | moins de 70 kg |
| 2015  | Grand Prix Zagreb     | Zagreb     | 2e       | moins de 70 kg |
| 2015  | Grand Slam de Bakou   | Bakou      | 1re      | moins de 70 kg |
| 2015  | Grand Prix Jeju       | Jeju       | 1re      | moins de 70 kg |
| 2016  | Grand Slam de Paris   | Paris      | 3e       | moins de 70 kg |
| 2017  | Grand Prix de Cancún  | Cancún     | 2e       | moins de 70 kg |
| 2018  | Grand Slam de Paris   | Paris      | 1re      | moins de 70 kg |
| 2018  | Grand Prix d'Antalya  | Samsun     | 3e       | moins de 70 kg |
| 2018  | Grand Prix Zagreb     | Zagreb     | 3e       | moins de 70 kg |
| 2018  | Grand Prix Budapest   | Budapest   | 3e       | moins de 70 kg |
| 2018  | Grand Prix de La Haye | La Haye    | 1re      | moins de 70 kg |
| 2019  | Grand Slam Düsseldorf | Düsseldorf | 1re      | moins de 70 kg |